# Pseudosteineria horrida
Pseudosteineria horrida is een rondwormensoort uit de familie van de Xyalidae. De wetenschappelijke naam van de soort is voor het eerst geldig gepubliceerd in 1916 door Steiner.